# Корсини, Мария Антоновна
Мария Антоновна Корсини (урожденная Быстроглазова; 24 декабря 1814 (5 января 1815) — 11 (23) февраля 1859) — русская писательница и переводчица; жена академика архитектора Иеронима Корсини.

## Биография
Дочь надворного советника А. Ф. Быстроглазова, по матери внучка купца С. Я. Машковцева, родилась в Вятке 24 декабря 1814 (5 января 1815) года. 
С 1826 года обучалась в Екатерининском институте в Петербурге, который окончила в 1832 году с золотым шифром большой величины. В церкви Екатерининского института  20  января 1837 года венчалась с архитектором Иеронимом Корсини (1808—1876). 
В 1839—1840 годах путешествовала с мужем по Европе, где встречалась с А. Мицкевичем. По возвращении жила в Петербурге и устраивала в своём доме литературные вечера. Среди близких знакомых Корсини и посетителей её «четвергов» были П. А. Плетнёв, В. Ф. Одоевский и А. О. Ишимова (в её журналах Корсини печаталась). Обладая литературными способностями дебютировала на литературном поприще переводами, опубликовав перевод сонетов Мицкевича. Позже напечатала ряд статей и очерков для детей по вопросам воспитания в журналах «Звездочка» (1845—1848 и 1856—1857) и «Северная Пчела». Кроме статей печатала отдельные произведения. Первый её сборник «Мысли и повести, посвященные юношеству» вышел в 1846 году, но главным произведение Корсини были «Очерки современной жизни» в 9 томах. 
По мнению Я. Грота, своему первоначальному успеху она была обязана «неожиданности и новизне явления», но «погрузившись в писательство, она не оправдала высоких надежд». «На театре Корсини упала, её комедии были ужасной чушью, пустившись в стряпню народного чтения, она стала выпускать книжонки». Скончалась от грудной болезни 11 (23) февраля 1859 года и была похоронена в Петербурге на Волковом православном кладбище. 

Получил приглашение на похороны Корсини. Это одна из моих бывших учениц, с которой у нас до последней минуты  сохранялись самые теплые, дружеские отношения. Она была тогда, да и теперь еще редкой красоты. А какой возвышенный ум, какое прекрасное сердце. И всего лет тридцать семь или восемь она жила! И этого ничего нет уже! Мелькнула, как падучая звезда, — и погасла! Бедная Мария Антоновна! Как все это жалко, ничтожно — красота, ум, высшие качества сердца. В этом вся наука жизни.— А. В. Никитенко
В браке имела сына Павла (1839—1896), в 1864 году окончил юридический факультет Петербургского университета, служил лесничим в Рунзерском лесничестве Олонецкой губернии, умер холостяком, отчего род Корсини угас; и двух дочерей, которых не отдала в институт, а воспитывала по собственной программе и методе, в дальнейшим они стали первыми женщинами слушательницами лекций в Петербургском университете — Екатерина (1838—1911; художница, замужем за П. А. Висковатовым) и Наталья (1841—после 1913; участвовала в студенческих волнениях в Петербурге в 1861 году; жена с 1863 года Н. И. Утина; писательница, псевдоним Н. А. Таль).

## Сборники
- «Мысли и повести, посвященные юношеству» (СПб., 1846);
- «Очерки современной жизни» (СПб., 1848—1851; 2-е изд. 1853);
- «Самолюбие губит нас», рассказ для детей (СПб., 1849);
- «Народное чтение» (СПб., 1851, две книги);
- «Счастье христианской жизни» (СПб., 1856, анонимно)